# Williams FW09
A Williams FW09 egy Formula–1-es versenyautó, melyet a Williams csapat tervezett és indított az 1984-es Formula–1 világbajnokság során, illetve egy verseny erejéig az 1983-as bajnoki idényben. Pilótái Jacques Laffitte és Keke Rosberg voltak.

## Áttekintés
Az autókat a Honda V6-os turbómotorjai hajtották, miután Frank Williams megegyezett a gyárral 1982 végén. Ekkor még csak a kis Spirit csapatot látták el motorokkal, ezért lelkesek voltak, hogy egy nagyobb csapatnak is szállíthattak. A megegyezéskor Keke Rosberg volt a regnáló világbajnok, a Williams pedig kétszeres konstruktőri bajnok volt. A csapat vállalta, hogy segítenek a Hondának a motorfejlesztésben saját versenytapasztalataik alapján. A Spirit csapat mindezeket nem tudta nyújtani, és nem sokkal később meg is szűntek.
A kasztni alapvetően alumíniumból készült, bizonyos pontokon szénszál erősítéssel, mely a sikeres FW08-ason alapult. A motorborítást át kellett tervezni a kisebb, erősebb motor miatt, ahogy az aerodinamika javítása érdekében az orr-részt is. Először az 1983-as szezonzáró dél-afrikai nagydíjon vetették be, de ez inkább volt egy bejáratás. Rosberg érezte az autóban rejlő potenciált és végül ötödik lett, míg Laffitte kicsúszott vele és kiesett.
1984-ben már az egész szezonban ezzel a kasztnival vettek részt. Váratlanul tapasztalták a csapatnál, hogy a Honda-motor ereje akkora, hogy a hirtelen gyorsítások károsítják a kasztnit, továbbá maga a motorblokk egyes részei is megsérülnek. Kiderült továbbá, hogy nagy sebességnél az autó légellenállása is megnő. Gondok voltak a megbízhatósággal is, Laffitte például az egész idényben csak ötször ért célba. A sebességre viszont nem lehetett panasz, a Williams autói voltak az egyik leggyorsabbak. Rosberg képes volt nyerni az autóval, a pokoli körülmények közt megrendezett dallasi nagydíjon, ami az 1967-es olasz nagydíj (John Surtees győzelme) óta a Honda első győzelme volt, és az első, amit a turbómotorjukkal értek el.
A brit nagydíjtól kezdve az autó módosított, FW09B jelű változatát kezdték el használni. Ez a változat megkapta a McLaren által kitalált "kólásüveg" formájú oldaldobozokat. Ez az altípus sikertelen volt, mindössze kétszer nem estek ki vele a hátralévő futamokon, és már pontokat sem szereztek. Az autó állapotára és a csapatra jellemző eset történt az osztrák nagydíjon, ami akkor a leggyorsabb versenypálya volt a naptárban. Rosberg a kilencedik helyről állt ki a versenyen, és közölte Patrick Head-del, hogy ezt azért tette, mert az autó veszélyesen instabil volt, és félő volt, hogy történik egy durva baleset. Rosberg híres volt a jó reflexeiről és hogy a határokon autózik, Head pedig utált veszíteni és keményfejű volt, mégis mindketten arra jutottak, hogy így volt a legjobb.
A McLaren által dominált szezonban a Ferrari és a Brabham mellett a Williams volt még képes futamot nyerni, és ez a konstruktőri hatodik helyre volt elég.

## Eredmények
Félkövérrel jelölve a pole pozíció, dőlt betűvel a leggyorsabb kör.
| Év   | Csapat                          | Kasztni | Motor        | Gumik | Pilóták         | Versenyek | Versenyek | Versenyek | Versenyek | Versenyek | Versenyek | Versenyek | Versenyek | Versenyek | Versenyek | Versenyek | Versenyek | Versenyek | Versenyek | Versenyek | Versenyek | Pontok | Helyezés |
| Év   | Csapat                          | Kasztni | Motor        | Gumik | Pilóták         | BRA       | USW       | FRA       | SMR       | MON       | BEL       | DET       | CAN       | GBR       | GER       | AUT       | NED       | ITA       | EUR       | RSA       |           | Pontok | Helyezés |
| ---- | ------------------------------- | ------- | ------------ | ----- | --------------- | --------- | --------- | --------- | --------- | --------- | --------- | --------- | --------- | --------- | --------- | --------- | --------- | --------- | --------- | --------- | --------- | ------ | -------- |
| 1983 | TAG Williams Team               | FW09    | Honda RA163E | G     | Keke Rosberg    |           |           |           |           |           |           |           |           |           |           |           |           |           |           | 5         |           | 2      | 11.*     |
| 1983 | TAG Williams Team               | FW09    | Honda RA163E | G     | Jacques Laffite |           |           |           |           |           |           |           |           |           |           |           |           |           |           | KI        |           | 2      | 11.*     |
| 1984 |                                 |         |              |       |                 | BRA       | RSA       | BEL       | SMR       | FRA       | MON       | CAN       | DET       | DAL       | GBR       | GER       | AUT       | NED       | ITA       | EUR       | POR       | 25.5   | 6.       |
| 1984 | Williams Grand Prix Engineering | FW09    | Honda RA163  | G     | Keke Rosberg    | 2         | KI        | 4         | KI        | 6         | 4         | KI        | KI        | 1         |           |           |           |           |           |           |           | 25.5   | 6.       |
| 1984 | Williams Grand Prix Engineering | FW09    | Honda RA163  | G     | Jacques Laffite | KI        | KI        | KI        | KI        | 8         | 8         | KI        | 5         | 4         |           |           |           |           |           |           |           | 25.5   | 6.       |
| 1984 | Williams Grand Prix Engineering | FW09B   | Honda RA163  | G     | Keke Rosberg    |           |           |           |           |           |           |           |           |           | KI        | KI        | KI        | 8         | KI        | KI        | KI        | 25.5   | 6.       |
| 1984 | Williams Grand Prix Engineering | FW09B   | Honda RA163  | G     | Jacques Laffite |           |           |           |           |           |           |           |           |           | KI        | KI        | KI        | KI        | KI        | KI        | 14        | 25.5   | 6.       |

* - mivel a Williams az idény többi versenyét Cosworth-szívómotoros autóval teljesítette, így az akkori szabályok szerint a turbómotoros autóval elért eredmények külön konstruktőrnek számítottak

## Forráshivatkozások
1. ↑  Spirit Racing - F1technical.net. www.f1technical.net. (Hozzáférés: 2024. november 27.)
2. ↑  Keke Rosberg (brit angol nyelven). Motor Sport Magazine, 2014. július 7. (Hozzáférés: 2024. november 27.)
3. ↑  Michaelmad: Williams FW09 (amerikai angol nyelven). Williams Racing Fans | F1 News & chat | Cars, races & drivers, 2018. június 14. (Hozzáférés: 2024. november 27.)
4. ↑  Williams FW09 (1984) pictures (brit angol nyelven). RaceFans. (Hozzáférés: 2024. november 27.)
5. ↑  Keke Rosberg: 'Even if I had fear I kept my foot down. That's what racing is about' (brit angol nyelven). Motor Sport Magazine, 2014. július 7. (Hozzáférés: 2024. november 27.)